# Frederic Marimon Grifell
Frederic Marimon Grifell   (Terrassa, 12 d'agost de 1909 - Barcelona, 30 de desembre de 1980) fou un dirigent esportiu català de la dècada de 1950.
Fou president del RCD Espanyol entre els anys 1958 i 1960. El 12 de desembre de 1958 va prendre possessió del càrrec, en ésser aprovada la candidatura única que encapçalava. Substituí en el càrrec Francisco Javier Sáenz i al president de la gestora, Bernardino Giménez.
Durant el seu mandat s'inaugurà l'enllumentat artificial de l'Estadi de Sarrià.
Va deixar el càrrec a finals de 1960 per consell mèdic.